# Анрикель-Дюпон, Луи-Пьер
Луи́-Пьер Анрикель-Дюпон, Генрикель-Дюпон (фр. Louis-Pierre Henriquel-Dupont; 13 июня 1797, Париж — 20 января 1892, Париж) — французский гравёр. Один из известных гравёров XIX века во Франции. Член французской академии изящных искусств с 52 лет (с 1849).

## Биография
До 17 лет учился в Национальной высшей школе изящных искусств в Париже у П. Г. Герена, намереваясь посвятить себя живописи, но потом перешёл к гравированию на меди, в котором наставником имел знаменитого Шарля Бервика.
В 1816 и 1818 дважды выиграл первый приз за свои гравюры, что позволило ему создать свою собственную студию и заняться исследованием новых стилей гравировки.
С 1818 г. работал сперва преимущественно для издателей иллюстрированных книг и явился перед публикой с серьёзным произведением лишь в 1822 г., а именно с гравюрой одного из портретов работы Антониса ван Дейка. За этим эстампом последовал длинный ряд других, исполненных преимущественно линейной манерой и отличающихся верностью передачи оригиналов, чистотой и мягкостью резца и вообще вкусом исполнения. Под влиянием Ж. Одрана тяготел к «живой, остроумной и ясной линии».
С 1849 г. был членом Французского института, а с 1863 г. преподавал гравирование в Парижском училище изящных искусств. Среди его учеников Шарль Альбер Вальтнер.
В 1871 был избран президентом французской академии изящных искусств.
Среди многочисленных произведений этого художника особенно ценны:
- «Шествие лорда Стаффорта на казнь» с картины П. Делароша,
- «Кромвель пред гробом Карла I» с картины П. Делароша,
- «Трапеза Иисуса Христа с апостолами Лукой и Клеопой на пути в Эммаус» с П. Веронезе,
- «Обручение св. Екатерины» с Корреджио,
- «Христос Утешитель» с Ари Шеффера
- «Отречение Густава I Ваза» с Л. Эрсана,
- «Гемицикл» с колоссальной стенной живописи П. Делароша в Школе изящных искусств — главный труд Анрикеля-Дюпона, на который потрачено им много лет.

Превосходны также многие из гравированных им портретов.
Похоронен в Париже на кладбище Монпарнас.

## Галерея

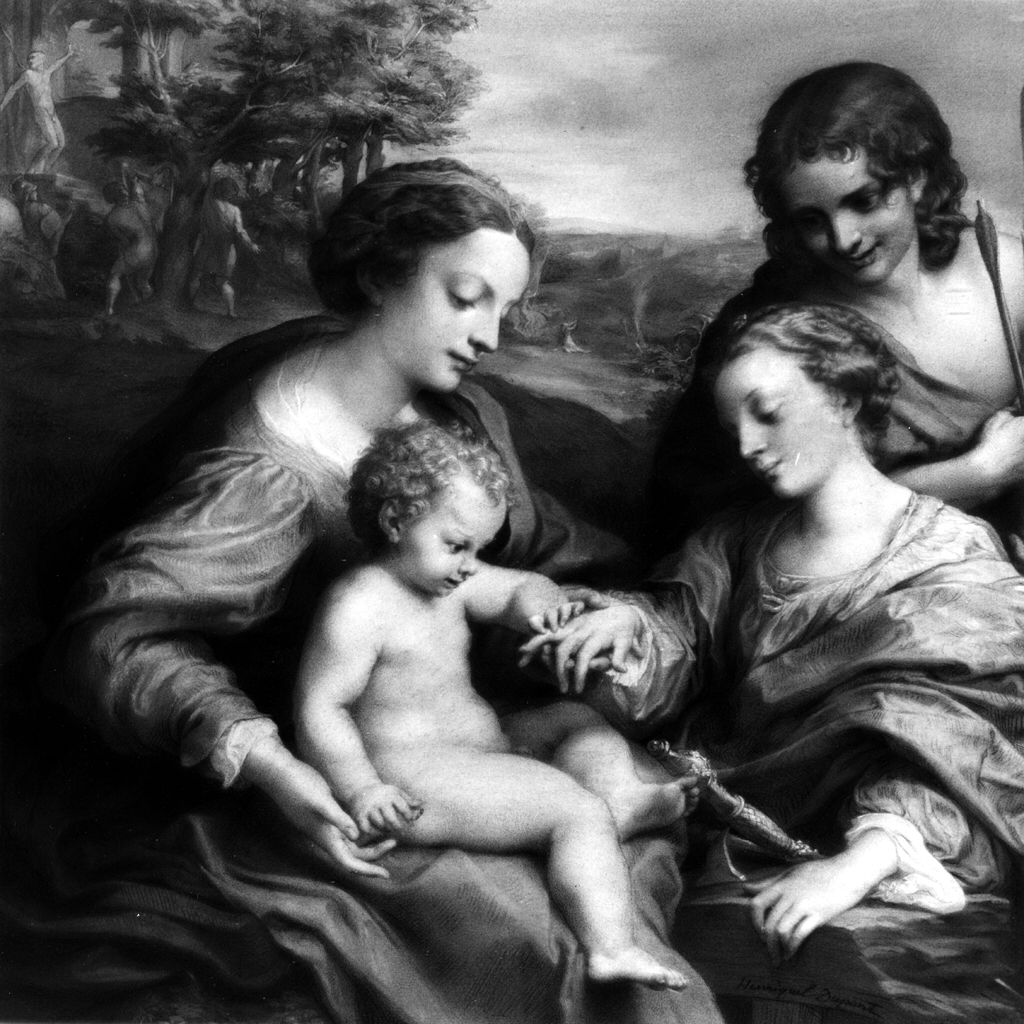
«Мистическое обручение святой Екатерины» с Корреджио
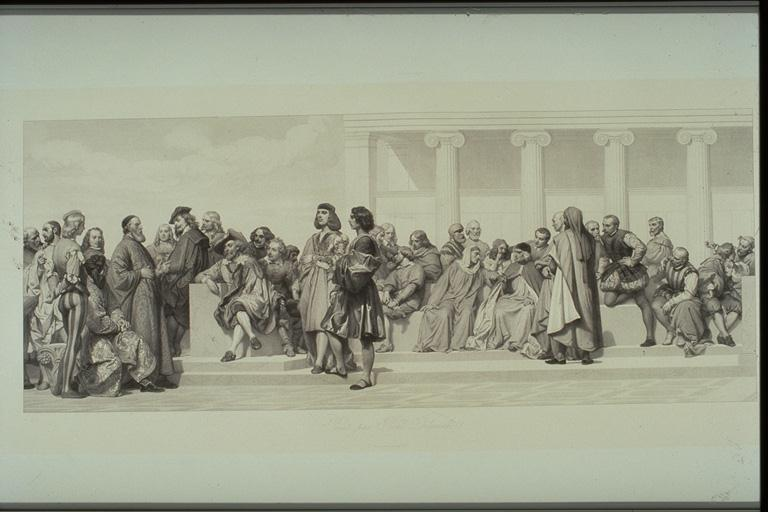
«Гемицикл» с П. Делароша
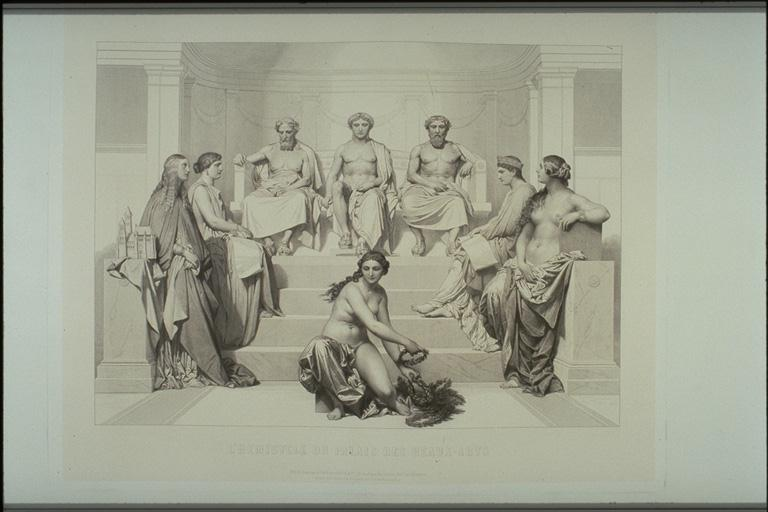
«Гемицикл» с П. Делароша
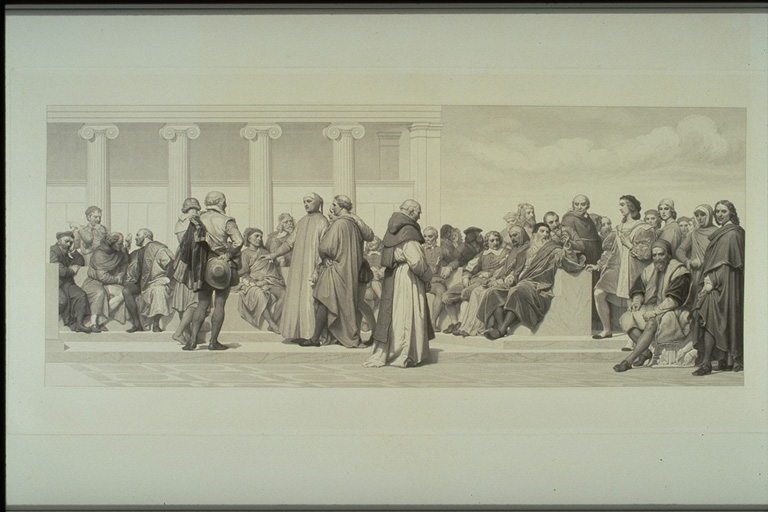
«Гемицикл» с П. Делароша

## Награды
- Командор Ордена Почётного Легиона (1831)
- орден за гражданские заслуги Pour le Mérite
- Почётная медаль Парижского салона (1853)